# Iglesia de San Miguel de Hildesheim
La iglesia de San Miguel (del alemán: Michaeliskirche) de Hildesheim, en Alemania, es una iglesia románica, catalogada como Patrimonio de la Humanidad por la Unesco en 1985 junto con la Catedral de Santa María de Hildesheim. En 2014 apareció en la moneda conmemorativa de 2€ de Alemania.

## Historia
La iglesia abacial de San Miguel fue construida entre 1001 y 1031 bajo la dirección del obispo Bernward de Hildesheim (993-1022), como capilla para su monasterio benedictino. Bernward dedicó la iglesia al arcángel Miguel, que conduce a los muertos al cielo, porque planeaba ser enterrado allí. Sin embargo, sus planes no pudieron cumplirse, puesto que murió en 1022, once años antes de la consagración de la iglesia en 1033. El sucesor de Bernward, Gotardo, trasladó los restos de Bernward a la cripta cuando ésta fue terminada.
Cuando se adoptó la Reforma Protestante en Hildesheim en 1542, la iglesia de San Miguel pasó a ser protestante, pero la actividad del monasterio benedictino continuó hasta su secularización en 1803. Los monjes continuaron usando la iglesia, y la cripta siguió siendo católica.
En la Segunda Guerra Mundial, cuando muchas iglesias en Alemania ya estaban destruidas, el famoso artesonado de madera fue desmontado en 1943 y escondido en una mina cerca de Hildesheim. Las demás obras de arte fueron sacadas de la iglesia y enterradas en los terraplenes medievales de Hildesheim. El coro, los arcos y las columnas más antiguas de la iglesia de San Miguel fueron cubiertos de hormigón. El 22 de marzo de 1945, la iglesia de San Miguel fue destruida por un bombardeo, pero el artesonado, las obras de arte y las construcciones protegidas por hormigón no fueron deteriorados. La iglesia fue reconstruida en el estilo original entre 1950 y 1957.

## Arquitectura

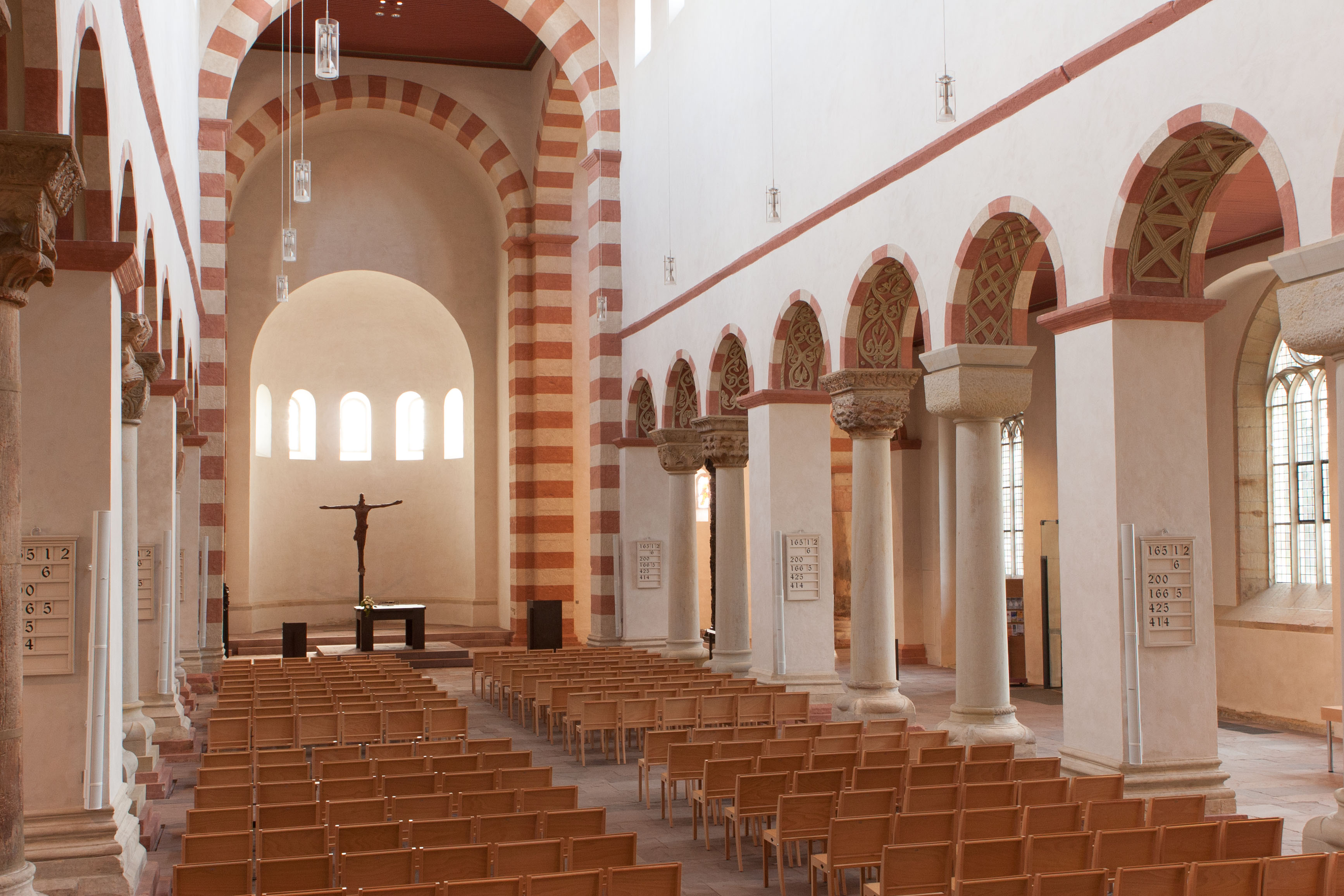
Interior

La iglesia de San Miguel es una de las más importantes de la arquitectura otoniana, algunos autores consideran que su estilo es Románico. Es una basílica con doble coro, dos transeptos y una torre cuadrada en cada crucero. El coro occidental tiene girola y una cripta. El plano del edificio sigue un diseño geométrico, en el que el cuadrado del transepto constituye la unidad de medida del edificio. Estas unidades están definidas por la alteración "doble" de columnas y pilares.
Hay dos entradas en cada ábside, y cuatro en los lados norte y sur de la iglesia.
Junto al coro y al claustro, el artesonado, pintado hacia 1230, es el elemento más famoso del interior de la iglesia. Muestra el árbol genealógico de Cristo. El obispo Bernward quería construir los pilares de la nave en el estilo Niedersächsischer Stützenwechsel, lo que significa que se alternan pilares redondos y cuadrados. Sobre ellos, el muro se cierra con el claristorio, cuyas ventanas de arco de medio punto dejan pasar la luz del exterior. Además, la luz penetra por las ventanas góticas de las naves laterales, cubiertas de bóvedas de piedra.

## Datos
- Longitud total: 74,75 m
- Longitud de los transeptos: 40,01 m
- Anchura total de los transeptos: 11,38 m
- Longitud de la cripta: 18,36 m
- Longitud de la nave: 27,34 m
- Anchura total de las naves: 22,75 m
- Anchura de la nave central: 8,60 m
- Altura de la nave central: 16,70 m
- Espesor de los muros: 1,63 m

## Situación
La iglesia de San Miguel se encuentra en el extremo oeste del centro de Hildesheim, en la llamada Colina de San Miguel (Michaelishügel). La entrada principal está en el lado sur. Detrás de la iglesia hay un jardín, atribuido al monasterio, que da acceso al claustro y a los edificios administrativos de la iglesia, contemporáneos. Al oeste se encuentran el jardín barroco Magdalenengarten (1720-25) y el río Innerste.